# Hausmannit
Hausmannit, veraltet auch als Blättricher Schwarz-Braunstein, Schwarz-Braunsteinerz, Schwarzmanganerz und Glanzbraunstein bekannt, ist ein Mineral aus der Mineralklasse der „Oxide und Hydroxide“, das an verschiedenen Fundorten zum Teil zwar reichlich vorhanden sein kann, insgesamt aber wenig verbreitet ist. Es kristallisiert im tetragonalen Kristallsystem mit der Endgliedzusammensetzung Mn2+Mn3+2O4, ist also chemisch gesehen ein Mangan(II,III)-oxid.
Hausmannit entwickelt überwiegend pseudooktaedrische Kristalle, aber auch körnige bis massige Aggregate von dunkelbrauner, schwarzer oder grauer Farbe mit dunkelroten bis rötlichbraunen internen Reflexionen.

## Etymologie und Geschichte
Erstmals beschrieben wurde das Mineral 1813 durch Friedrich Hausmann (1782–1859), der es in seinem „Handbuch der Mineralogie“ als Blättricher Schwarz-Braunstein bezeichnete und als Fundort Ehrenstock bei Ilmenau in Thüringen angab (heute Oehrenstock).
Eine frühere Erwähnung von 1789 findet sich zwar im Mineralsystem von Abraham Gottlob Werner (1749–1817), allerdings werden außer der Auflistung des Namens Schwarz-Braunsteinerz keine weiteren Angaben gemacht und der Name lässt sich nur deshalb dem Hausmannit zuordnen, weil spätere Mineralogen sich bei dessen Beschreibung auf das Wernersche Schwarz-Braunsteinerz beziehen. Weitere synonyme Bezeichnungen für den Hausmannit sind unter anderem Schwarzmanganerz in den Aufzeichnungen Karstens von 1808 und der ebenfalls von Hausmann 1847 geprägte Begriff Glanzbraunstein.
Der bis heute gültige Name Hausmannit geht auf Wilhelm Ritter von Haidinger zurück, der das Mineral 1828 zu Ehren seines Erstbeschreibers Hausmann benannte.
Da der Hausmannit bereits lange vor der Gründung der International Mineralogical Association (IMA) bekannt und als eigenständige Mineralart anerkannt war, wurde dies von ihrer Commission on New Minerals, Nomenclature and Classification (CNMNC) übernommen und bezeichnet den Hausmannit als sogenanntes „grandfathered“ (G) Mineral. Die seit 2021 ebenfalls von der IMA/CNMNC anerkannte Kurzbezeichnung (auch Mineral-Symbol) von Hausmannit lautet „Hsm“.
Das Typmaterial des Minerals wird im Geowissenschaftlichen Zentrum der Georg-August-Universität Göttingen unter der Katalognummer GZG.MIN.4.2.23.14 aufbewahrt.

## Klassifikation
Die strukturelle Klassifikation der International Mineralogical Association (IMA) zählt den Hausmannit zur Spinell-Supergruppe, wo er zusammen mit Chromit, Cochromit, Coulsonit, Cuprospinell, Dellagiustait, Deltalumit, Franklinit, Gahnit, Galaxit, Guit, Hercynit, Hetaerolith, Jakobsit, Maghemit, Magnesiochromit, Magnesiocoulsonit, Magnesioferrit, Magnetit, Manganochromit, Spinell, Thermaerogenit, Titanomaghemit, Trevorit, Vuorelainenit und Zincochromit die Spinell-Untergruppe innerhalb der Oxispinelle bildet. Ebenfalls in diese Gruppe gehören die nach 2018 beschriebenen Oxispinelle Chihmingit und Chukochenit sowie der Nichromit, dessen Name von der CNMNC der IMA noch nicht anerkannt worden ist.
Bereits in der veralteten 8. Auflage der Mineralsystematik nach Strunz gehörte der Hausmannit zur Mineralklasse der „Oxide und Hydroxide“ und dort zur Abteilung der „Verbindungen mit M3O4- und verwandte Verbindungen“, wo er zusammen mit Hetaerolith und Vredenburgit (diskreditiert) sowie im Anhang mit Marokit die nach ihm benannte „Hausmannit-Reihe“ mit der Systemnummer IV/B.02 bildete.
In der zuletzt 2018 überarbeiteten Lapis-Systematik nach Stefan Weiß, die formal auf der alten Systematik von Karl Hugo Strunz in der 8. Auflage basiert, erhielt das Mineral die System- und Mineralnummer IV/B.05-010. Dies entspricht ebenfalls der Abteilung „Oxide mit dem Stoffmengenverhältnis Metall : Sauerstoff = 3 : 4 (Spinelltyp M3O4 und verwandte Verbindungen)“, wo Hausmannit zusammen mit Filipstadit, Harmunit, Hetaerolith, Hydrohetaerolith, Iwakiit, Marokit, Tegengrenit, Wernerkrauseit und Xieit eine unbenannte Gruppe mit der Systemnummer IV/B.05 bildet.
Auch die von der International Mineralogical Association (IMA) zuletzt 2009 aktualisierte 9. Auflage der Strunz’schen Mineralsystematik ordnet den Hausmannit in die Abteilung „Metall : Sauerstoff = 3 : 4 und vergleichbare“ ein. Diese ist allerdings weiter unterteilt nach der relativen Größe der beteiligten Kationen. Das Mineral ist hier entsprechend seiner Zusammensetzung in der Unterabteilung „Mit ausschließlich mittelgroßen Kationen“ zu finden, wo es zusammen mit Hetaerolith und Hydrohetaerolith die „Hausmannitgruppe“ mit der Systemnummer 4.BB.10 bildet.
In der vorwiegend im englischen Sprachraum gebräuchlichen Systematik der Minerale nach Dana hat Hausmannit die System- und Mineralnummer 07.02.07.01. Das entspricht ebenfalls der Klasse der „Oxide und Hydroxide“ und dort der Abteilung „Mehrfache Oxide“. Hier findet er sich innerhalb der Unterabteilung „Mehrfache Oxide (A+B2+)2X4, Spinellgruppe“ in einer unbenannten Gruppe mit der Systemnummer 07.02.07, in der auch Hetaerolith und Hydrohetaerolith eingeordnet sind.

## Kristallstruktur

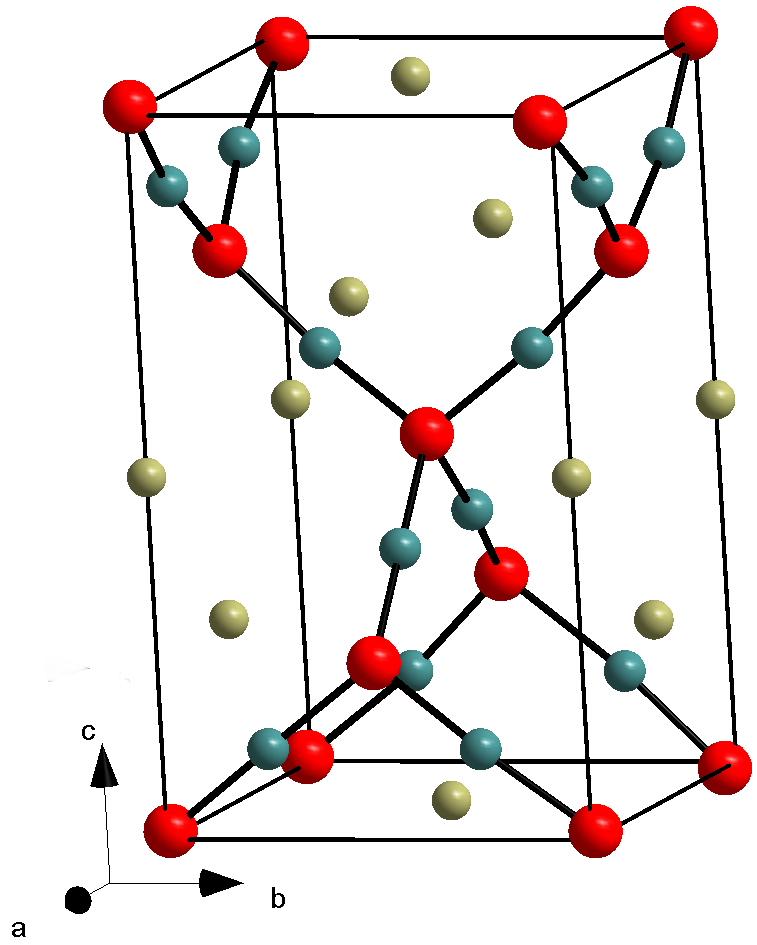
Kristallstruktur von Hausmannit (Mn^{2+} blau, Mn^{3+} grau)

Hausmannit kristallisiert im tetragonalen Kristallsystem in der Raumgruppe I41/amd (Raumgruppen-Nr. 141) mit den Gitterparametern a1 = a2 = 5,76 Å und c = 9,44 Å sowie 4 Formeleinheiten pro Elementarzelle.

## Eigenschaften
Die Kristalle des Hausmannits sind ähnlich dem Spinell von pyramidalem bis oktaedrischem Charakter, allerdings mit horizontaler Streifung versehen. Die Streifung verrät die Zwillingsnatur der Kristalle, die oft aus fünf zyklisch miteinander verwachsenen Individuen bestehen.

## Modifikationen und Varietäten
Der bis November 2006 noch als eigenständiges Mineral behandelte Arseniodialytit wurde als Varietät von Hausmannit erkannt.

## Bildung und Fundorte

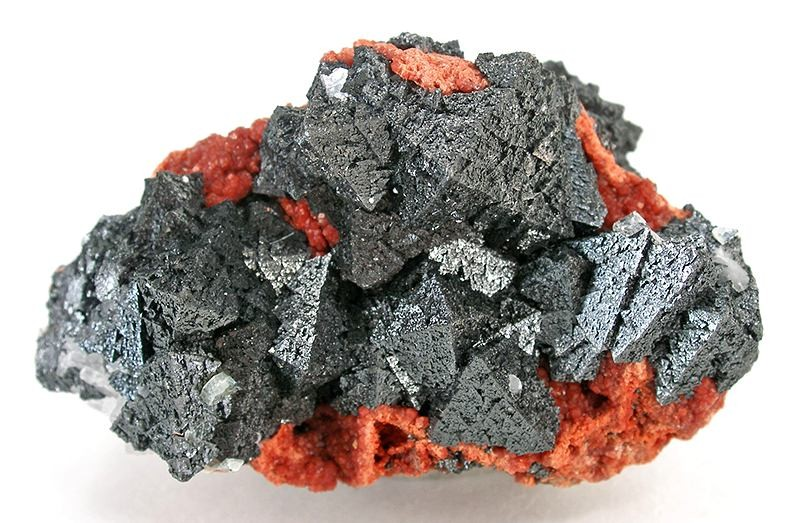
Hausmannit und Andradit (rot) aus der Wessels Mine, Hotazel, Kalahari Manganfeld, Nordkap, Südafrika (Größe: 6,6 × 4,1 × 3,7 cm)

Hausmannit bildet sich meist durch hydrothermale Vorgänge in manganhaltigen Eisenerzgängen, kann aber auch durch Kontaktmetamorphose entstehen. Als Begleitminerale treten unter anderem Andradit, Baryt, Braunit, Jakobsit, Pyrolusit und Rhodochrosit auf.
Außer an seiner Typlokalität Oehrenstock wurde das Mineral noch in vielen weiteren Regionen von Deutschland gefunden, so unter anderem in Baden-Württemberg (Schwarzwald), Bayern (Spessart), Hessen (Steeden), Niedersachsen (Peine), Nordrhein-Westfalen (Siegerland), Rheinland-Pfalz (Hunsrück), Sachsen-Anhalt (Harz) und Sachsen (Erzgebirge).
Weltweit gelten bisher (Stand: 2012) rund 280 Fundorte für Hausmannit als bekannt, so unter anderem in New South Wales, Queensland und South Australia in Australien; Provinz Iténez und Provinz Chiquitos in Bolivien; Minas Gerais in Brasilien; mehrere Regionen in der Volksrepublik China; Franche-Comté und Midi-Pyrénées in Frankreich; die Kykladen in Griechenland; England und Wales in Großbritannien; Orissa in Indien; mehrere Regionen in Italien; Honshū, Kyūshū und Shikoku in Japan; Souss-Massa-Daraâ in Marokko; Durango in Mexiko; Otjozondjupa in Namibia; Trøndelag und Telemark in Norwegen; al-Batina im Oman; Kärnten und Salzburg in Österreich; der Ural in Russland; mehrere Regionen in Schweden; die Kantone Graubünden, St. Gallen und Wallis in der Schweiz; Banská Bystrica und Nitra in der Slowakei; die Provinzen Nordkap und Nordwest in Südafrika; Denizli in der Türkei; viele Regionen in den USA sowie Chaur Fakkan und Fudschaira in den Vereinigten Arabischen Emiraten.

## Verwendung
Hausmannit ist ein wichtiges Erz zur Gewinnung von Mangan.